# Меттью Гіллом'є
Меттью Гіллом'є (мальт. Matthew Guillaumier, нар. 9 квітня 1998) — мальтійський футболіст, півзахисник польського клубу «Сталь» (Мелець). Відомий за виступами в клубах «Біркіркара», «Сент Ендрюс», «Хамрун Спартанс» та «Сієна», а також у складі національної збірної Мальти. Чемпіон Мальти. Кращий мальтійський футболіст 2021 року.

## Клубна кар'єра
Меттью Гіллом'є розпочав займатися футболом у юнацькій команді клубу «Сент Ендрюс», пізніше перейшов до школи італійського клубу «Емполі». У дорослому футболі дебютував 2015 року виступами за команду «Сент Ендрюс», в якій провів один сезон, взявши участь у 16 матчах чемпіонату.
У 2016 році Гіллом'є перейшов до клубу «Біркіркара», у складі якого грав до 2020 року. У 2020 році футболіст перейшов до складу клубу «Хамрун Спартанс», у складі якого в призупиненому через пандемію COVID-19 сезоні 2020—2021 років оголошений чемпіоном Мальти, у 2021 році визнаний також кращим мальтійським футболістом. На початку 2022 року футболіст грав у оренді в італійському клубі «Сієна», на початку сезону 2022—2023 років повернувся до складу «Хамрун Спартанс». З 2023 року Гіллом'є грає у складі польського клубу «Сталь» (Мелець).

## Виступи за збірні
У 2014 році Меттью Гіллом'є дебютував у складі юнацької збірної Мальти (U-17), загалом на юнацькому рівні взяв участь у 15 іграх, відзначившись 2 забитими голами. Протягом 2016—2019 років Гіллом'є залучався до складу молодіжної збірної Мальти. На молодіжному рівні зіграв у 16 офіційних матчах, забив 1 гол.
2019 року Меттью Гіллом'є дебютував у складі національної збірної Мальти. Станом на жовтень 2023 року зіграв у складі національної збірної 30 матчів, у яких відзначився 2 забитими м'ячами.
| Дата       | Місто      | Господарі         | Результат | Гості             | Турнір                               | Голи | Примітки |
| ---------- | ---------- | ----------------- | --------- | ----------------- | ------------------------------------ | ---- | -------- |
| 23-03-2019 | Аттард     | Мальта            | 2 – 1     | Фарерські острови | Відбір до ЧЄ 2020                    | -    |          |
| 26-03-2019 | Аттард     | Мальта            | 0 – 2     | Іспанія           | Відбір до ЧЄ 2020                    | -    |          |
| 3-9-2020   | Торсгавн   | Фарерські острови | 3 – 2     | Мальта            | Ліга націй УЄФА 2020-2021 - 1-й етап | -    | 68' 79'  |
| 6-9-2020   | Аттард     | Мальта            | 1 – 1     | Латвія            | Ліга націй УЄФА 2020-2021 - 1-й етап | -    | 55' 89'  |
| 7-10-2020  | Аттард     | Мальта            | 2 – 0     | Гібралтар         | товариський матч                     | -    |          |
| 13-10-2020 | Рига       | Латвія            | 0 – 1     | Мальта            | Ліга націй УЄФА 2020-2021 - 1-й етап | -    |          |
| 14-11-2020 | Аттард     | Мальта            | 3 – 1     | Андорра           | Ліга націй УЄФА 2020-2021 - 1-й етап | -    | 84'      |
| 17-11-2020 | Аттард     | Мальта            | 1 – 1     | Фарерські острови | Ліга націй УЄФА 2020-2021 - 1-й етап | 1    |          |
| 24-3-2021  | Аттард     | Мальта            | 1 – 3     | Росія             | Відбір до ЧС 2022                    | -    |          |
| 27-3-2021  | Трнава     | Словаччина        | 2 – 2     | Мальта            | Відбір до ЧС 2022                    | -    |          |
| 30-3-2021  | Рієка      | Хорватія          | 3 – 0     | Мальта            | Відбір до ЧС 2022                    | -    |          |
| 11-11-2021 | Та-Калі    | Мальта            | 1 – 7     | Хорватія          | Відбір до ЧС 2022                    | -    | 62'      |
| 14-11-2021 | Та-Калі    | Мальта            | 0 – 6     | Словаччина        | Відбір до ЧС 2022                    | -    | 85'      |
| 25-3-2022  | Та-Калі    | Мальта            | 1 – 0     | Азербайджан       | товариський матч                     | -    |          |
| 29-3-2022  | Та-Калі    | Мальта            | 2 – 0     | Кувейт            | товариський матч                     | -    | 71'      |
| 1-6-2022   | Та-Калі    | Мальта            | 0 – 1     | Венесуела         | товариський матч                     | -    | кап. 46' |
| 5-6-2022   | Серравалле | Сан-Марино        | 0 – 2     | Мальта            | Ліга націй УЄФА 2022-2023 - 1-й етап | 1    | 88'      |
| 9-6-2022   | Та-Калі    | Мальта            | 1 – 2     | Естонія           | Ліга націй УЄФА 2022-2023 - 1-й етап | -    | 77' 80'  |
| 12-6-2022  | Та-Калі    | Мальта            | 1 – 0     | Сан-Марино        | Ліга націй УЄФА 2022-2023 - 1-й етап | -    | кап.     |
| Усього     |            | Матчів            | 19        |                   | Голів                                | 2    |          |

## Титули і досягнення

### Командні
- Чемпіон Мальти (1):

«Хамрун Спартанс»: 2020–2021

### Особисті
- Мальтійський гравець року: 2021